# Disturbios de Ginebra de 1932

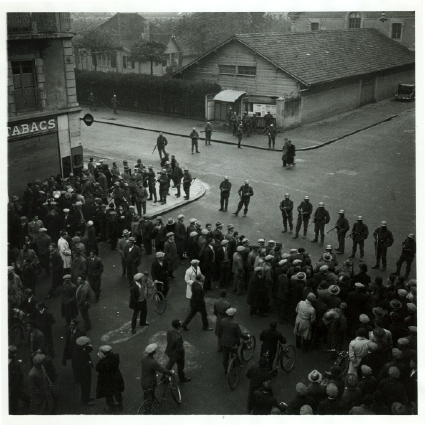
Disturbios de Ginebra de 1932

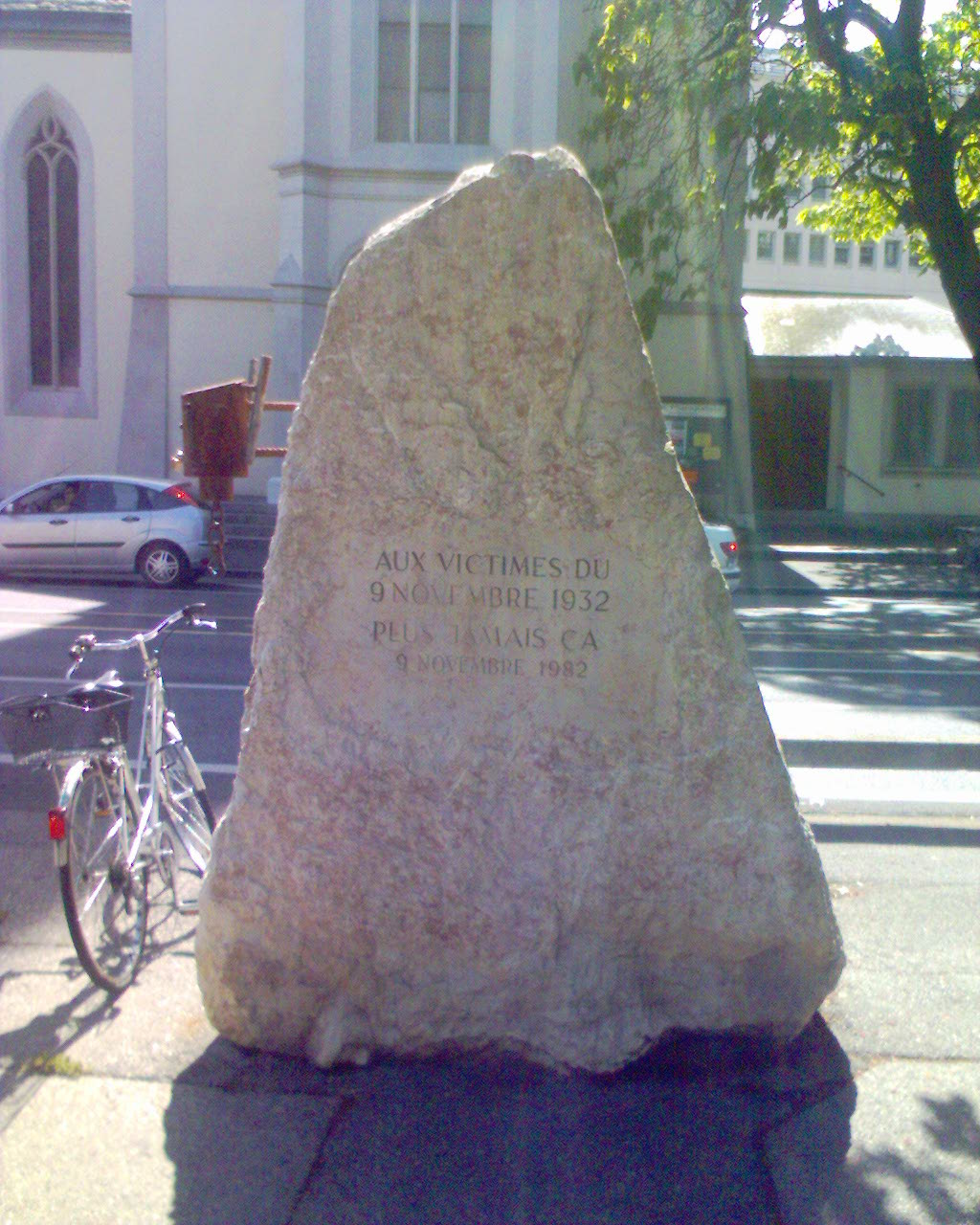
Homenaje a las víctimas del disturbio en Ginebra.

Los disturbios de Ginebra de 1932 acontecieron el 9 de noviembre de ese año, cuando soldados del ejército suizo mataron a disparos a trece asistentes a un mitin antifascista en Ginebra. Sesenta y cinco asistentes más resultaron gravemente heridos.
El motivo fue un acto del partido político fascista Union nationale de Georges Oltramare, contra el que se manifestaron unas 8000 personas del grupo de izquierdas de Léon Nicole. La situación se agravó al verse la policía reforzada por una unidad de la escuela de reclutas de Lausana, que empezó a disparar a la multitud a las 21:34 sin previo aviso. Los reclutas se encontraban en su sexta semana de entrenamiento.
Al día siguiente el ejército se encargó de vigilar edificios públicos, y Léon Nicole fue detenido. En los días posteriores, hubo varias manifestaciones solidarizándose con las víctimas, pero fueron aplacadas por los militares.
El 9 de noviembre de 1982 se inauguró un monumento en homenaje a las víctimas en la explanada de Plainpalais, en Ginebra, con la inscripción en francés Plus jamais ça («nunca más»). Todos los años se realiza una conmemoración en este lugar.